# Cmentarz żydowski w Kosowie Lackim
Cmentarz żydowski w Kosowie Lackim zwany także Nowym cmentarzem żydowskim w Kosowie Lackim w odróżnieniu od starego znajdującego się faktycznie w Kosowie Ruskim – kirkut położony jest w południowej części miasta. Nie wiadomo kiedy dokładnie powstał. W czasie II wojny światowej został on zniszczony przez okupanta hitlerowskiego, do chwili obecnej zachowały się zaledwie szczątki jego ogrodzenia. Większość macew Niemcy wykorzystali jako podkład pod betonową drogą, którą zbudowali między Kosowem a Treblinką aż do znajdującego się w pobliżu mostu na rzece Bug. Część macew z kosowskiego kiruktu znajduje się w Muzeum Treblinka (ekspozycja stała). Cmentarz miał powierzchnię 3 ha.